# Pilha de concentração

Pilha de concentração

Pilha de concentração é uma pilha com duas células de volume equivalente do mesmo material diferindo apenas na concentração. Pode-se calcular o potencial desenvolvido por uma tal célula usando a equação de Nernst. Uma célula de concentração produz uma pequena tensão enquanto tenta alcançar o equilíbrio. Este equilíbrio ocorre quando a concentração do reagente em ambas as células são iguais. 
O eletrodo mergulhado na solução mais concentrada funciona como cátodo, pois ocorre a reação de redução, e portanto absorção de elétrons, e o eletrodo mergulhado na solução menos concentrada funciona com ânodo.